# Ulrich Planck
Ulrich Planck (* 10. Januar 1922 in Stuttgart) ist ein deutscher Agrarsoziologe. Er vertrat als Abteilungsvorstand und Professor langjährig das Fach ländliche Sozialforschung an der Universität Hohenheim, als Lehrbeauftragter an den Universitäten Bonn und Halle/Saale sowie als Gastprofessor in der Türkei.

## Biographie
U. Planck wurde als Sohn des Pfarrers Oskar Planck geboren. Seine Schul- und Gymnasialzeit verbrachte er in Heidenheim und Stuttgart. 1939 wurde er zum Wehrdienst eingezogen und diente bei der Luftwaffe als Fernaufklärer bis 1945. Nach zweijähriger Praxis begann er 1947 das Studium der Agrarwissenschaften an der Landwirtschaftlichen Hochschule Hohenheim, das er 1950 als Diplomlandwirt und 1953 als Dr. agr. abschloss. Er war zunächst Leiter des Lehrlingsheimes Gaisbühl bei Reutlingen (1951/52) und des Referates Landjugenduntersuchung beim Bund Deutscher Landjugend, bis er 1956 an die Landwirtschaftliche Hochschule Hohenheim zurückkehrte, wo er mit der Habilitation (1963) die venia legendi für das Fach "Sozialökonomik des Landbaus und ländliche Soziologie" erwarb. 1965 wurde er zum Professor und Abteilungsvorstand Agrarsoziologie in Hohenheim berufen. Als Lehrbeauftragter vertrat er dieses Fachgebiet an den Universitäten Bonn und Halle (Saale), als Experte des Internationalen Arbeitsamtes (ILO) für Rural Employment Problems war er in Ägypten tätig. Seine Forschungsschwerpunkte in Westdeutschland und im Vorderen Orient (Iran, Ägypten, Türkei) waren Landjugend, Dorfentwicklung, Agrarreformen und Strukturverbesserung. Das Standardwerk zur Land- und Agrarsoziologie entstand in den 1970er Jahren und wurde bei Ulmer Stuttgart 1979 verlegt.

## Schriften (Auswahl)
- 1952 Nachwuchslose und auslaufende Betriebe
- 1956 Die Lebenslage der westdeutschen Landjugend
- 1959 Die Verbreitung der landwirtschaftlichen Familiengesellschaften
- 1962 Die sozialen und ökonomischen Verhältnisse in einem iranischen Dorf
- 1964 Der bäuerliche Familienbetrieb zwischen Patriarchat und Partnerschaft
- 1970 Landjugend im sozialen Wandel; Juventa München ISBN 3-7799-0068-8
- 1971 Die Landgemeinde: Hannover
- 1972 Die ländliche Türkei; DLG Frankfurt/M. ISBN 3-7690-0255-5 (weitere 35 Beiträge zur sozialen Situation in der Türkei)
- 1974 Iranische Dörfer nach der Bodenreform; Leske Opladen ISBN 3-7850-0257-2
- 1979 Standardwerk gem. mit Joachim Ziche: Land- und Agrarsoziologie; Ulmer Stuttgart, ISBN 3-8001-2123-9
- 1982 Situation der Landjugend, Münster-Hiltrup ISBN 3-7843-0260-2
- 1983 Landjugendliche werde Erwachsene
- 1986 Dorferneuerung und Dorfforschung; Leopold Stocker Verlag, Graz ISBN 3-900307-20-2
- 1990 Lage und Probleme der Kinder in der ländlichen Türkei; ALANO Aachen ISBN 3-89399-100-X
- 1991 Evangelische ländliche Volksbildung in Württemberg
- 2003 Die Ahnen des Philosophen Karl Christian Planck; Stuttgart ISBN 3-934464-03-3